# Rhytidodus buxenus
Rhytidodus buxenus är en insektsart som beskrevs av Korolevskaya 1968. Rhytidodus buxenus ingår i släktet Rhytidodus och familjen dvärgstritar. Inga underarter finns listade i Catalogue of Life.